# Burao

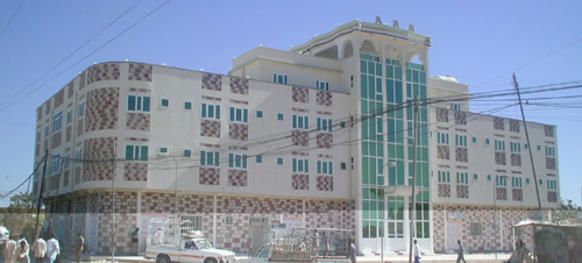
Winkelcentrum in Burao

Burao (Somalisch: Burco) is de hoofdstad van het district Burao en van de regio Togdheer in de niet-erkende staat Somaliland.
Burao is net zoals Hargeisa (de hoofdstad van Somaliland) zwaar gebombardeerd rond 1980 om te voorkomen dat rebellen het noorden van Somalië zouden overnemen. Het inwoneraantal van Burao is flink gegroeid in de afgelopen jaren, thans heeft Burao ongeveer 400.000 inwoners. Burao heeft een universiteit en een vliegveld.

Klimaat: Burao heeft een tropisch steppeklimaat, beïnvloed door de forse hoogte waarop de stad ligt. De gemiddelde jaartemperatuur is 23,0 °C; de temperatuurvariatie is gering; de koudste maand is januari (gemiddeld 19,6°); de warmste september (35,5°). Regenval bedraagt jaarlijks ca. 222 mm met april en mei als natste maanden (de zgn. Gu-regens) en een tweede, minder uitgesproken regenseizoen in september-oktober (de zgn. Dayr-regens); het droge seizoen is van december - februari.

## Geboren
- Ahmed Silanyo (1938-2024), politicus en president van Somaliland
- Mohamed Ibrahim Warsame (1943-2022), dichter en songwriter